# Liza richardsonii
Liza richardsonii är en fiskart som först beskrevs av Smith, 1846.  Liza richardsonii ingår i släktet Liza och familjen multfiskar. Inga underarter finns listade i Catalogue of Life.